# 가토 다이치
가토 다이치(일본어: 加藤 大智, 1997년 4월 14일~)는 일본의 축구 선수이다.

## 구단 경력
그는 2020년 J2리그의 에히메 FC에 입단했다. 2021년 4월 J1리그의 감바 오사카로 이적했다. 2022년후 현역 은퇴.